# Václav Josef z Thun-Hohensteinu
Václav Josef hrabě z Thun-Hohensteinu (Václav Josef Jan Nepomuk František de Paula Kajetán Valentin hrabě z Thunu a Hohenštejna, německy Wenzel Joseph Johann Nepomuk Franz de Paula Kajetan Valentin Reichsgraf von Thun und Hohenstein; 6. února 1737 Praha – 15. prosince 1796 tamtéž) byl český šlechtic z významného rodu Thun-Hohensteinů, velkostatkář a rakouský generál. Při dělení rozsáhlého majetku Thunů na čtyři díly v roce 1785 převzal panství Děčín, kde vzápětí inicioval přestavbu zámku. Stal se zakladatelem děčínské větve Thunů, která byla v roce 1911 povýšena do knížecího stavu. Od mládí sloužil v armádě a kariéru zakončil v hodnosti c. k. polního podmaršála jako zemský velitel v Čechách (1792–1795).

## Život
Narodil se jako třetí syn Jana Josefa Františka z Thun-Hohensteinu (1711–1788) a jeho první manželky Marie Kristiny, rozené hraběnky z Hohenzollern-Hechingenu (1715–1749). Od mládí sloužil v armádě a zúčastnil se sedmileté války, v roce 1765 dosáhl hodnosti majora. V roce 1770 byl povýšen na plukovníka a později na generálmajora (1778). Nakonec se stal polním podmaršálem (1790) a v letech 1792–1795 zastával funkci zemského velitele v Čechách se sídlem v Praze. V Praze také zemřel, pohřben byl v rodové hrobce v Děčíně.

## Rodinné a majetkové poměry

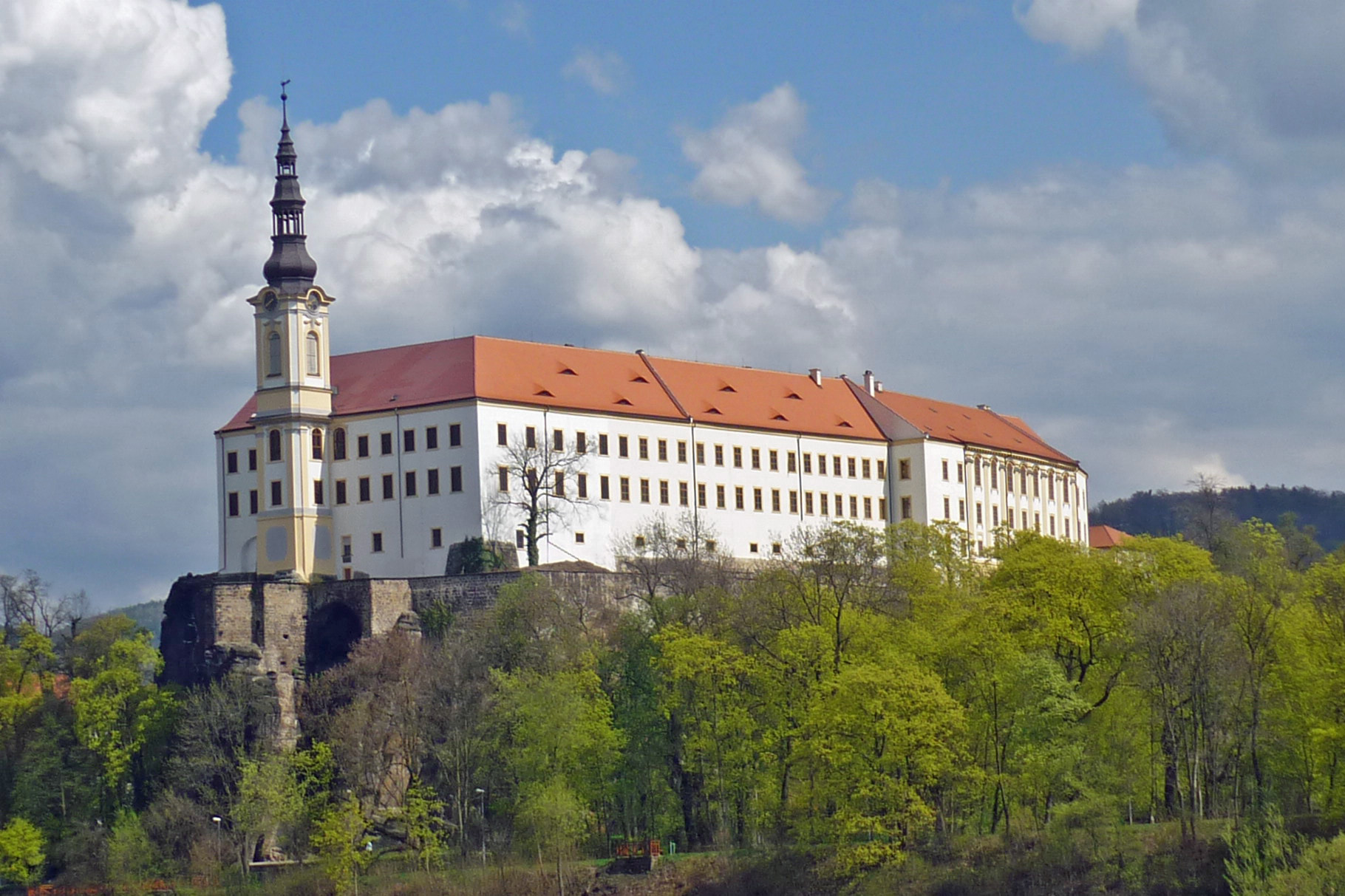
Zámek Děčín, majetek Václava Josefa z Thun-Hohensteinu 1785–1796

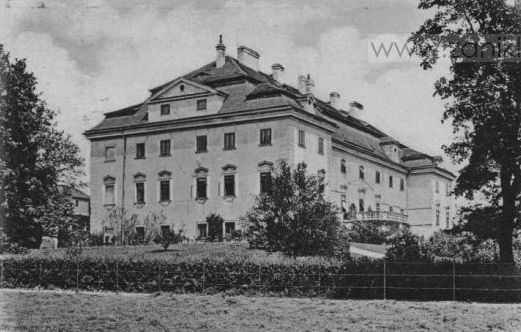
Zámek Chlumec, sídlo rodiny do roku 1785

V roce 1768 se oženil s hraběnkou Marií Annou Libštejnskou z Kolovrat (1750–1828), která byla dámou Řádu hvězdového kříže a jako jediná dcera Jana Vincence Libštejnského z Kolovrat (1722–1750) zdědila panství Chlumec poblíž Ústí nad Labem. V Chlumci se nacházel starý zámek, který však v té době již nevyhovoval nárokům na podobu panského sídla. Marie Anna proto krátce po sňatku nechala postavit pozdně barokní nový zámek, který se stal sídlem rodiny do doby, než její manžel zdědil panství Děčín. S Václavem Josefem Thunem měla tři děti. Nejstarší dcera Alžběta (1783–1860) se dvakrát provdala do rodiny Westphalenů z Fürstenbergu a po matce zdědila panství Chlumec (oba zámky v Chlumci byly zbořeny ve 20. století). Starší ze synů Josef Václav (1785–1787) zemřel v dětství, dědicem majetku se stal mladší syn František Antonín I. z Thun-Hohensteinu (1786–1873).
Václav Josef měl z otcových tří manželství celkem 23 sourozenců, z nichž jedenáct zemřelo v dětství. Nejstarší z bratrů František Jan Josef (1734–1800) byl dědicem fideikomisu Klášterec nad Ohří, druhorozený Prokop Josef (1735–1798) byl předurčen jako dědic Děčína, ale protože neměl rodinu, při rozdělování otcovského dědictví v roce 1785 převzal děčínský majorát Václav Josef (součástí děčínského podílu byla ještě panství Jílové, Bynov, Podmokly a palác v Nerudově ulici v Praze. Pro čtvrtého bratra Jana Nepomuka (1742–1811) bylo jako dědický podíl vyčleněno panství Choltice. Další z bratrů Leopold Leonard (1748–1826) byl knížetem–biskupem v Pasově. Nejmladší z bratrů, který se dožil dospělého věku, byl Antonín (1754–1840), zakladatel další rodové linie sídlící později na zámku Poběžovice. Několik z Václavových sester se provdalo za významné představitelé vysoké šlechty v Čechách (Karel Jan z Ditrichštejna, Leopold z Clary-Aldringenu, Jan Vojtěch Černín z Chudenic).
Krátce po převzetí dědictví přistoupil Václav Josef k poslední přestavbě zámku v Děčíně (1786–1792), kterou vedl thunovský stavitel Jan Václav Kosch. Zámecké budovy z různých historických období byly sloučeny do jednoho velkého bloku s jednotnou architektonickou podobu, který vyniká spíše mohutností a impozantní polohou nad Labem než uměleckými hodnotami. Během přestavby bylo zrušeno opevnění a překlenut zadní příkop. V pražském paláci soustředil Václav Josef knihovnu zahrnující 6 000 svazků, která byla později přesunuta do Děčína.